# Helena Danel-Bobrzyk
Helena Danel-Bobrzyk (ur. 1939, zm. 2012) – polska dyrygentka, dr hab., profesor nadzwyczajny Instytutu Muzyki i dziekan Wydziału Artystycznego w Cieszynie Uniwersytetu Śląskiego w Katowicach.

## Życiorys
Obroniła pracę doktorską, następnie uzyskała stopień doktora habilitowanego. Objęła funkcję profesora nadzwyczajnego w Instytucie Muzyki oraz dziekana na Wydziale Artystycznym w Cieszynie Uniwersytetu Śląskiego w Katowicach.
Zmarła w listopadzie 2012.

## Odznaczenia i nagrody
- Nagroda JM rektora UŚ (II i I stopnia)[5]
- 1974: Złota Odznaka Zasłużonemu w Rozwoju Województwa Katowickiego[5]
- 1978: Nagroda Ministra Nauki Szkolnictwa Wyższego i Techniki - II stopnia[5]
- 1979: Złoty Krzyż Zasługi[5]
- 1979: Odznaka „Zasłużony Działacz Kultury”[5]
- 1988: Medal Komisji Edukacji Narodowej[5]
- 1989: Krzyż Kawalerski Orderu Odrodzenia Polski[5]
- 1989: Złota Odznaka Zasłużony dla Uniwersytetu Śląskiego[5]
- 1998: Złota Odznaka Zasłużonemu w Rozwoju Województwa Bielsko-Bialskiego[5]
- 2008: Złota Odznaka Honorowa za zasługi w pracy społecznej Związku Chórów i Orkiestr Oddział w Bielsku-Białej[5]